# كيفن فونتينوت
كيفن فونتينوت (بالإنجليزية: Kevin Fontenot)‏ هو مؤرخ أمريكي، ولد في 18 فبراير 1967.